# Parque Nacional da Serra das Confusões
O Parque Nacional da Serra das Confusões é uma unidade de conservação brasileira de proteção integral à natureza localizada na região sudoeste do estado do Piauí. O território do parque está distribuído pelos municípios de Alvorada do Gurguéia, Bom Jesus, Brejo do Piauí, Canto do Buriti, Caracol, Cristino Castro, Curimatá, Guaribas, Jurema, Redenção do Gurgueia, Santa Luz e Tamboril do Piauí.
O parque, criado em 2 de outubro de 1998, tem como principais objetivos o resguarde de uma amostra significativa dos ecossistemas presentes no bioma de caatinga, que se encontra ainda bastante preservada no estado do Piauí, possuindo ainda grande beleza cênica e alto valor histórico, cultural e científico. Com uma área de 823 837 ha, Serra das Confusões é o maior parque do Piauí e da região nordeste do Brasil. Sua administração está atualmente a cargo Instituto Chico Mendes de Conservação da Biodiversidade (ICMBio).

## Histórico
O parque nacional da Serra das Confusões foi criado através do Decreto sem número emitido pela Presidência da República em 2 de outubro de 1998 com uma área de 502 411 ha. Um segundo Decreto sem número de 30 de dezembro de 2010, também emitido pela Presidência da República, veio ampliar a área do parque para os atuais 823 436 ha.

## Geografia

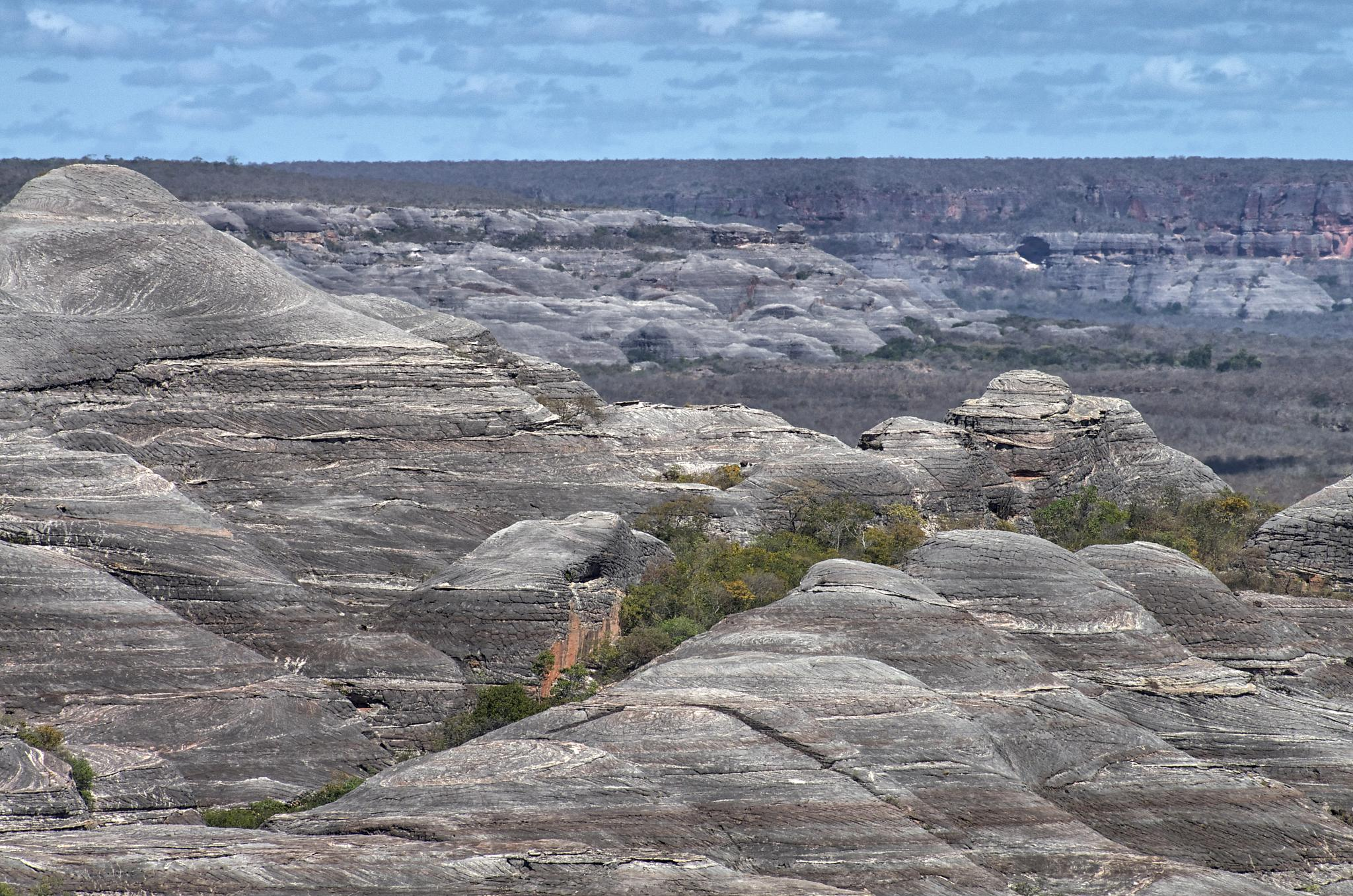
Paisagem no interior do parque.

A área desta unidade ainda encontra-se em estado primitivo, com inúmeros sítios arqueológicos em suas cavernas e grutas, inclusive apresentando litogravuras nos paredões rochosos de grande valor histórico, científico e cultural. Ela é assim denominada por mudar de configuração de acordo com a iluminação do dia. O parque tem vários tipos de vegetação e clima.
A serra que forma este parque e outros, como o parque nacional da Serra da Capivara, em São Raimundo Nonato, tem uma visão cinematográfica de um imenso vale que pode ser visto de pontos mais altos. Este vale era habitado por índios até a colonização portuguesa e desbravadores paulistas (bandeirantes). Estes desbravadores escravizaram, expulsaram os índios tupinambás desta região e formaram fazendas nestas terras. Até meados de 1950 ainda existiam índios localizados em pequenas famílias, segundo o morador da cidade de Caracol, sr. Antonio da Rocha Soares, que andava por estas terras quando jovem.
O clima da região é tropical megatérmico e semi-árido. Apresenta relevo bastante dissecado com formações rochosas peculiares, fazendo parte da zona interfluvial entre as bacias hidrográficas dos rios Parnaíba e São Francisco.

### Fauna e flora
Dentre as espécies registradas encontra-se: zabelê (Crypturellus noctivagus zabele), jacutinga (Pipile jacutinga), veado-campeiro (Ozotoceros bezoarticus), tatu-canastra (Priodontes maximus), tamanduá-bandeira (Myrmecophaga tridactyla), tatu-bola-da-caatinga (Tolypeutes tricinctus), guariba-de-mãos-ruivas (Alouatta belzebul), sagui-comum (Callithrix jacchus), onça-parda (Felis concolor) e onça-pintada (Panthera onca); todas, espécies ameaçadas de extinção.